# The Barrier
The Barrier (Brasil: A Mancha de um Crime ) é um filme mudo norte-americano de 1926, do gênero aventura, produzido e distribuído pela Metro-Goldwyn-Mayer e dirigido por George W. Hill. O filme estrelado por Lionel Barrymore e Marceline Day é baseado no romance de mesmo nome por Rex Beach. Versões do romance tinham sido filmadas em 1913 e 1917, respectivamente. Este filme é a última versão silenciosa a ser filmada. Este é filme perdido. 